# ائتلاف منطقة الخليج للمدارس المتكافئة
في يوليو 2010، غير ائتلاف منطقة الخليج للمدارس المتكافئة (BayCES) اسمه إلى مشروع المساواة الوطني. وقد توسعت هذه المنظمة في مناطق جديدة وبدأت في عرض خدمات جديدة حيث إن الاسم القديم «ائتلاف منطقة الخليج للمدارس المتكافئة» لم يعد يتناسب مع الأدوار التي تقوم بها المنظمة. ويحظى مشروع المساواة الوطني بعدد متزايد من الشركاء خارج منطقة الخليج (حاليًا في 8 ولايات)، وإضافة إلى العمل في المدارس، فهم يعملون أيضا مع العديد من المقاطعات والمنظمات غير الهادفة للربح لتفعيل مبادرات المساواة في التعليم. ويهدف تغيير اسم المنظمة وتنميتها إلى توسيع آثارها وتعميقها باستمرار في نفوس الشباب سريع التأثر.

## تاريخ ائتلاف منطقة الخليج للمدارس المتكافئة
ائتلاف منطقة الخليج للمدارس المتكافئة هو منظمة غير ربحية تقدم خدمات التدريب التعليمية والخدمات ذات الصلة للمدارس والمناطق التي تبذل جهودًا إصلاحية. تتمثل رسالة المنظمة في تهيئة الأجواء لممارسات وتجارب ونتائج تعليمية واختيارات حياتية أفضل للطلاب الذين تنقصهم الخدمات على مر تاريخهم. والمنظمة معروفة ومشهورة بريادتها لحركة المدارس الصغيرة في أوكلاند، بكاليفورنيا، حيث إنها أسهمت في تصميم وافتتاح أكثر من 40 مدرسة صغيرة جديدة.

## دور ائتلاف منطقة الخليج للمدارس المتساوية في عملية الإصلاح المدرسي في أوكلاند
في عام 2000، دخل ائتلاف منطقة الخليج للمدارس المتساوية في شراكة مع منطقة أوكلاند للمدرسة الموحدة ومنظمات المجتمع المدني في أوكلاند لكتابة وتنفيذ سياسية خاصة بالمدارس الصغيرة. وقد بدأت حركة المدارس الصغيرة الجديدة المستقلة هذه من خلال أولياء الأمور والمدرسين والنشطاء الساعين إلى الارتقاء بمستوى التعليم في أوكلاند، والتي عانت طوال تاريخها من ظروف مدرسية سيئة في المدن، من ضمنها معدلات التسرب العالية من التعليم وازدحام المدارس والعنف ومعدل دوران توظيف المدرسين المرتفعة أيضًا. ولم تكن هناك أي مدرسة جديدة قد أنشئت في أوكلاند على مدى الثلاثين عاما التي سبقت إقرار هذه السياسة. وكانت هذه الظروف السيئة منتشرة غالبًا في مناطق السكان السود واللاتينيين بينما كانت المدارس ذات الجودة العالية غالبًا تتركز في مناطق السكان البيض.
في خضم عملية الإصلاح، قامت منظمات المجتمع المدني في أوكلاند بتنظيم المجتمع وقدم ائتلاف منطقة الخليج للمدارس المتساوية الخبرات التعليمية وخبرات إدارة المشروعات. وقام ائتلاف منطقة الخليج للمدارس المتساوية بإنشاء ما يشبه المفرخة للمدارس الصغيرة لمساعدة فرق التصميم في المدارس على إنشاء مدارس جديدة. وشملت فرق التصميم مدرسين وقادة وأولياء أمور، وطلاب في بعض الأحيان. وكانت الخطة الأصلية في سياسة المدارس الصغيرة الجديدة المستقلة هي إنشاء 10 مدارس صغيرة جديدة، ولكن وتيرة الإصلاح تسارعت عندما (1) قدمت مؤسسة بيل ومليندا غيتس منحًا كبيرة بلغت 40 مليون دولار لدعم برنامج إصلاح المدارس الصغيرة (وشجع ذلك بعض جهات التمويل الوطنية والمحلية الأخرى على التمويل)، (2) تسلمت وزارة التربية والتعليم في كاليفورنيا المقاطعة بسبب أزمة مالية كانت المقاطعة تعاني منها. وقام مدير الولاية، راندولف وارد (Randolph Ward)، باستبدال المشرف دنيس شاكوناس (Dennis Chaconas)، ووُضعت خطط لتحويل عدة مدارسة ثانوية وإعدادية شاملة لمدارس صغيرة تتقاسم أراضي حرمها القديم. وأصبح تأسيس المدارس الصغيرة إستراتيجية في المقاطعة لتوفير مدارس ذات جودة عالية في كل منطقة. وقد عُين المدير التنفيذي لائتلاف منطقة الخليج للمدارس المتساوية، ستيف جوب (Steve Jubb)، إلى جانب كاترينا سكوت جورج (Katrina Scott-George)، المساعد الخاص لمدير الولاية) كقائدين للعملية الإصلاحية الشاملة والمتزايدة، والتي شملت أنظمة جديدة لتحديد الميزانيات تبعًا لموقع كل مدرسة وتقسيم المكتب المركزي للمقاطعة بين الأكاديميين والخدمات المدرسية (وهو النهج الذي أصبح اختياريًا إلى حد ما، بحيث يتمكن المديرون من اتخاذ المزيد من القرارات الهادفة إلى توفير الخدمات لمدرستهم)، علاوة على نموذج شبكة عمل لتقديم الخدمات المدرسية، وغير ذلك من الابتكارات الأخرى. وأصبح التصميم الجديد للمقاطعة معروفا باسم «توقع النجاح».
وفي عام 2004، حول ائتلاف منطقة الخليج للمدارس المتساوية مفرخة المدارس الصغيرة إلى مكتب مركزي للمقاطعة (حيث أصبح الآن مجموعة تنمية المدارس الجديدة)، وفي عام 2006 قام بنقل إدارة «توقع النجاح». واستمر ائتلاف منطقة الخليج للمدارس المتساوية في تدريب ما يزيد عن 40 مدرسة صغيرة جديدة وتقديم الخدمات الاستشارية لقادة المقاطعة لتعزيز الأهداف الأولية للإصلاح: تعليم ذو جودة لكل طفل بغض النظر عن الجنس أو الوضع الاجتماعي الاقتصادي. وفي تقييم خارجي أجرته هيئة القياس الإستراتيجي مؤخرًا، أظهرت المدارسة الصغيرة الجديدة في أوكلاند، مقارنة بمدارس ذات سمات ديموغرافية شبيهة، مستوى إنجاز أعلى ومعدلات أسرع لتحسن الطلاب ومعدلات كبيرة في تدرج تحسن المستويات ومعدلات رضاء أعلى للمدرسين وأولياء الأمور والطلاب.

## منهجإصلاح التعليملدى ائتلاف منطقة الخليج للمدارس المتساوية
يعمل ائتلاف منطقة الخليج للمدارس المتساوية مع المدارس على تحسين إنجازات الطالب وسد فجوات إنجازات الطالب وتحسين المناخ التعليمي في المدرسة والعمل بشكل أولي عن طريق تدريب المدرسة. ويركز المدربون العاملون في المدارس على القيادة الرئيسية وتعاون فرق المدرسين لمساعدة المدارس على تطوير الممارسات وتحسين القدرات التي أظهر البحوث فاعليتها في تحسين تعلم الطالب. وبصفتها تابعة لائتلاف المدارس الأساسية، فإن ائتلاف منطقة الخليج للمدارس المتساوية يدعم خصائص المدارس الأساسية والمدارس الصغيرة مثل التعلم الشخصي والتعليم القائم على مشروعات والتعليم المتميز والنصح ومشاركة أولياء الأمور.
والسمة غير الشائعة في تدريب ائتلاف منطقة الخليج للمدارس المتساوية هي أن القائمين بالتدريب يؤدون عملًا ذا «جودة عالية stance» أي أن العمل بالمدارس، من وجهة نظرهم، يعني أن المدارس تميل لاستنساخ حالات الظلم الاجتماعي وعدم المساواة، لذلك فهم يسعون للقضاء على الظلم التاريخي المقترن بالتعليم. يستلزم مفهوم العدل أو «المساواة» الاجتماعية غالبًا العمل مع فريق عمل لتحسين الكفاءة الثقافية وتشجيع فريق المدرسة على إجراء «محادثات شجاعة» لمواجهة العنصرية والفئوية (الشخصية والمؤسسية) التي تسهم في إفراز نتائج تعليمية سيئة للأطفال السود وذوي الدخول المنخفضة.

## وصلات خارجية
- National Equity Project (formerly BayCES) web site